# Bogatell (metrostation)
Bogatell is een metrostation in het district Sant Martí in de buurt Bogatell, Barcelona. Dit station wordt aangedaan door lijn 4 (gele lijn) van de metro van Barcelona.
De opening was in 1977 onder de naam Pedro IV. Tijdens de uitbreiding van de lijn vanaf Barceloneta naar Selva de Mar hield het die naam maar kreeg in 1982 de huidige naam. Dit station ligt onder Carrer de Pujades tussen Carrer de Zamora en Carrer de Pamplona. Het heeft ingangen vanaf zowel de Carrer de Pujades als de Carrer de Pere IV. Er is ook een Bicing (huurfietsen) ophaalpunt in de buurt.